# Rheinardia
Rheinardia är ett släkte med fasanfåglar som består av två arter. Annamitargus förekommer endast i Laos och Vietnam. Fram tills nyligen inkluderade den tofsargusen på Malackahalvön, då de tillsammans hade det svenska trivialnamnet tofsargusfasan.

## Arter
- Annamitargus (R. ocellata)
- Tofsargus (R. nigrescens)